# Klettverschluss

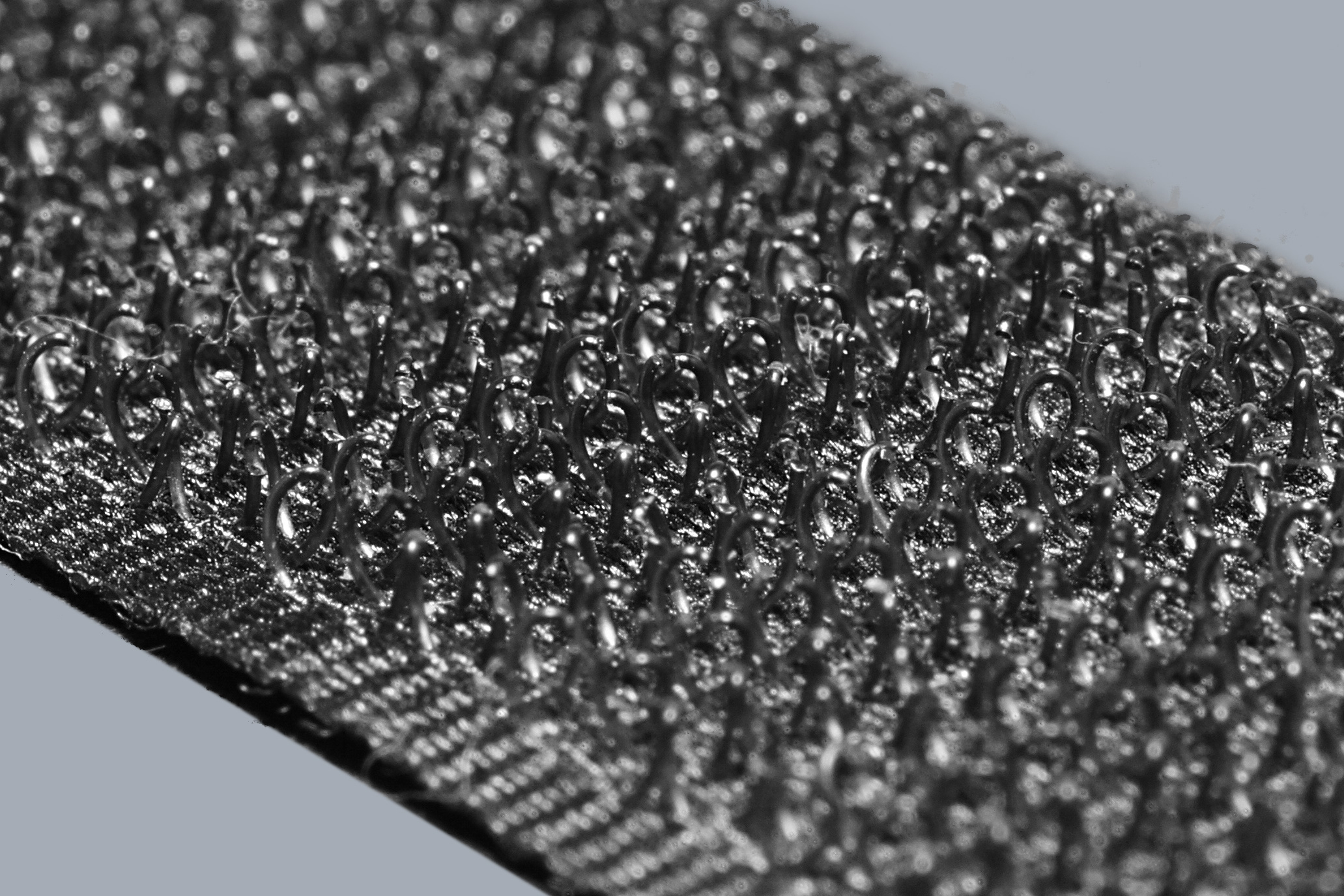
Klettband mit Widerhaken (Haftpart)

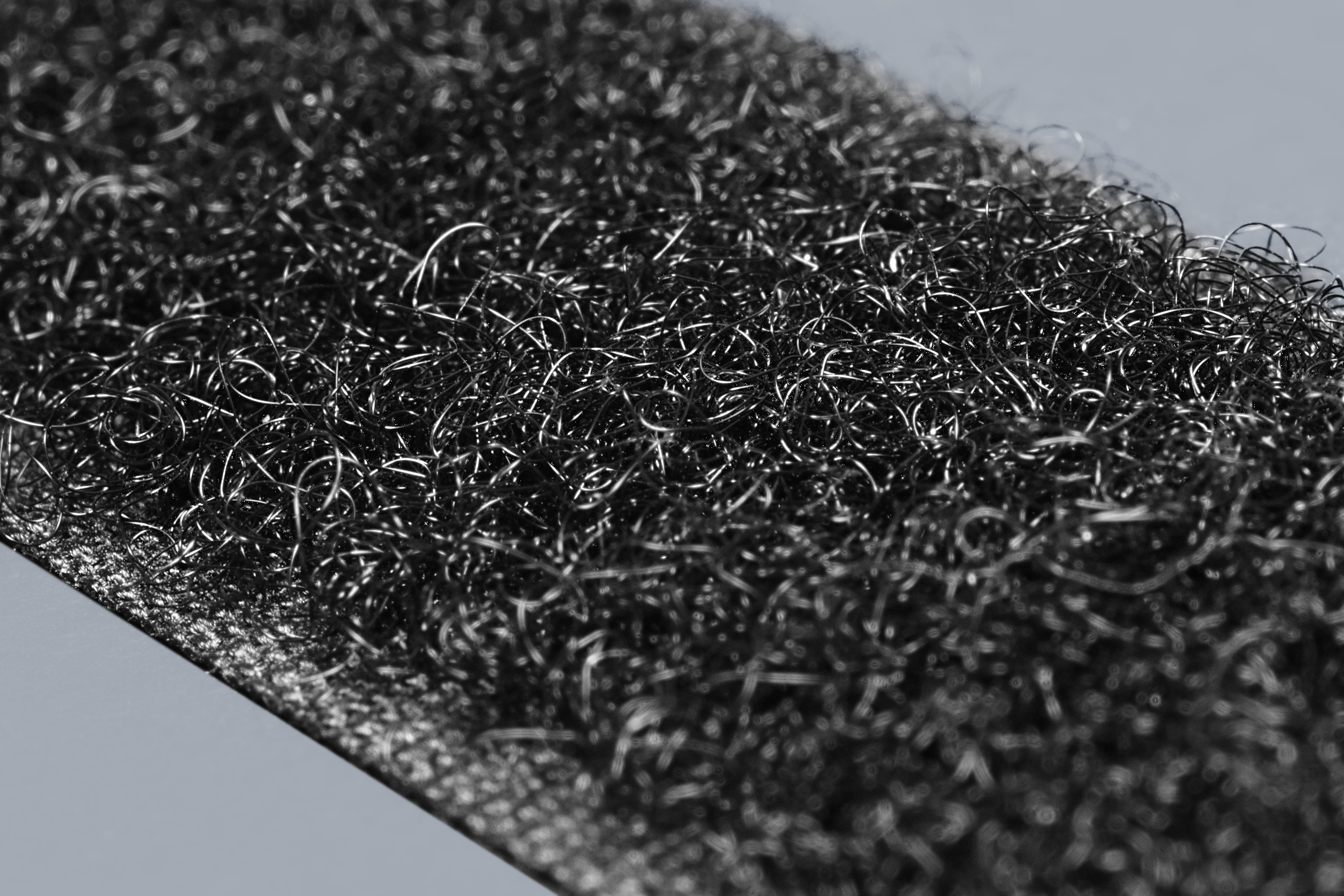
Klettband mit Schlaufen (Flauschpart)

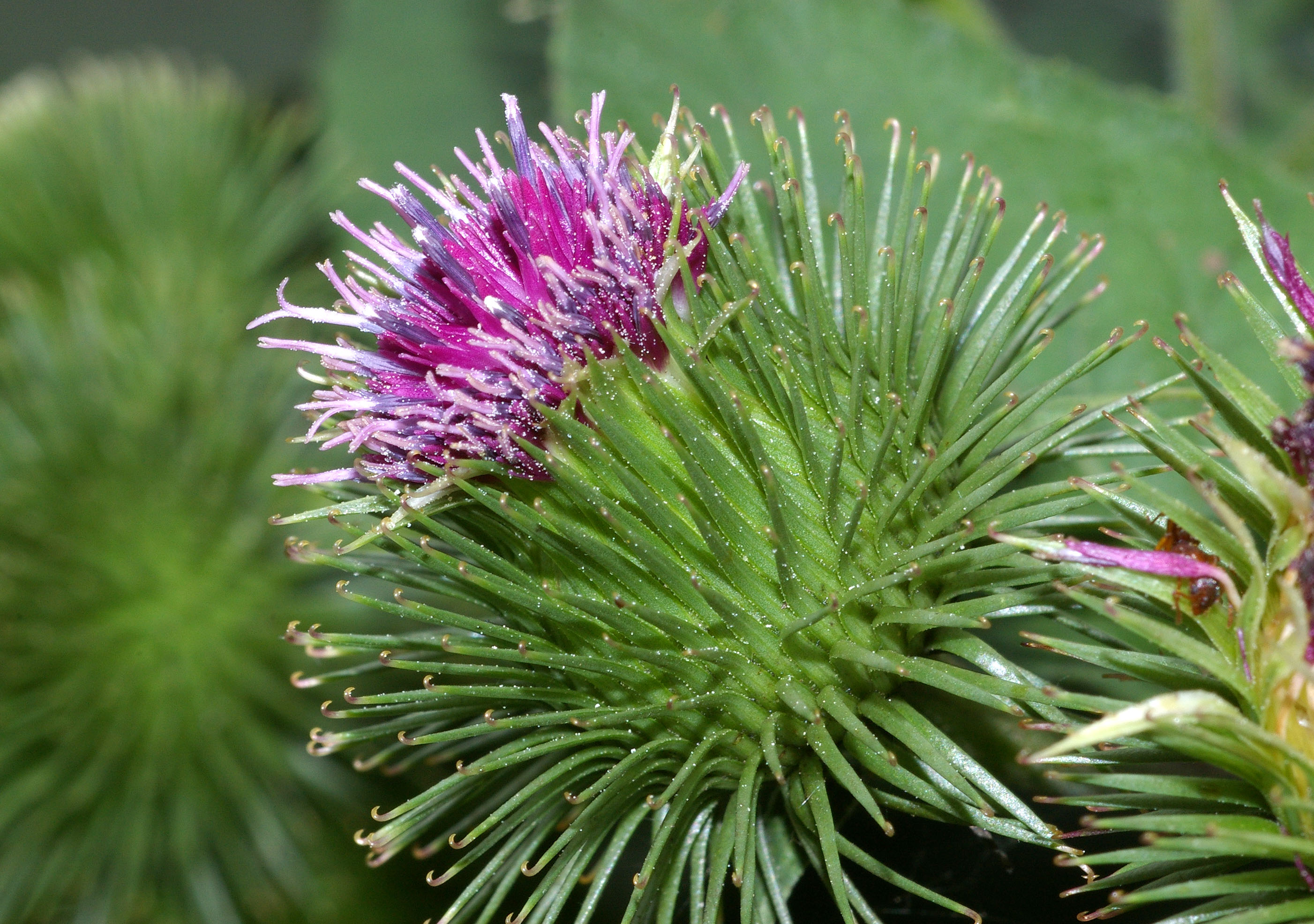
Widerhaken an einer Klette (Arctium lappa)

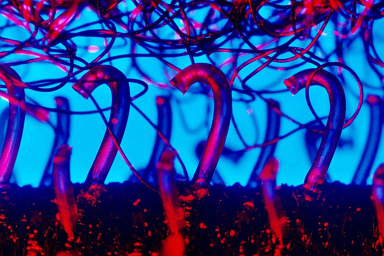
Geschlossener Klettverschluss

Der Klettverschluss oder die Klettverbindung ist überwiegend ein textiles, fast beliebig oft zu lösendes Verschlussmittel, das auf dem Prinzip von Klettfrüchten beruht. Die bionische Umsetzung besteht in der typischen Form aus zwei gewebten Chemiefaserstreifen, wovon einer flexible Widerhäkchen, der andere Schlaufen hat. Zusammengepresst ergeben sie einen belastungsfähigen, aber reversiblen Schnellverschluss.
Die gewebten Klettbänder bestehen aus Polyamid-, Polyester- und Polyolefinfasern. Für Sonderprodukte werden auch Fasern aus Polyaramiden eingesetzt. Bei den Hakenbändern werden die Haken während des Webens oder später eingearbeitet. Zur Prüfung textiler Klettverschlüsse dient die DIN EN 2242:1999-12. Charakteristische Kennwerte sind die Zugscherfestigkeit, die Zugfestigkeit (Stirnabreißfestigkeit) und der Schälwiderstand. Klettbänder und Druckverschlüsse können auch mit Haftklebstoffen auf der Rückseite selbstklebend beschichtet werden.

## Geschichte
Der Schweizer Ingenieur Georges de Mestral unternahm mit seinen Hunden oft Spaziergänge in der Natur. Immer wieder kamen einige Früchte der Großen Klette (Arctium lappa) mit dem Fell der Hunde in Kontakt und blieben darin hängen. Er legte die Früchte unter sein Mikroskop und entdeckte, dass sie winzige elastische Häkchen tragen, die auch bei gewaltsamem Entfernen aus Haaren oder Kleidern nicht abbrechen. Mestral untersuchte deren Beschaffenheit und sah eine Möglichkeit, zwei Materialien auf einfache Art reversibel zu verbinden. Er entwickelte den textilen Klettverschluss und meldete die textiltechnische Umsetzung 1951 zum Patent an. Vermarktet wurde das Produkt erstmals unter dem Namen „Velcro“, zusammengesetzt aus den französischen Begriffen velours (Samt) und crochet (Haken).

## Sorten
Aus dem von der Natur abgeschauten Prinzip wurden in der Zwischenzeit verschiedene Varianten entwickelt:
- Haken- und Flauschband (Filzband) (typische Anwendung für Kleidung)
- Pilzkopfband und Veloursband (stärkere Haftung)
- Pilzkopfband und Flauschband (hohe Haltekräfte bei Scherbeanspruchung)
- Pilzkopfband auf Pilzkopfband (typische Industrieanwendung, mit definiertem Druckpunkt, hohe Haltekräfte bei Scher- und Zugbeanspruchung)
- Extrudierte Haken/Pilze auf Wirkware (ein Windelverschluss)

## Anwendungsmöglichkeiten
Verwendet werden Klettverschlüsse beispielsweise an Schuhen und Bekleidungsstücken, an Blutdruckmessmanschetten, an Babywindeln, zum Fixieren von Kunststoffrasenbelägen, Teppichböden, Planenbefestigung, an Rucksäcken und Taschen, im Messebau, bei Werkzeugen, in Autos, an Raumanzügen von Astronauten und als Kabelbinder.

Anwendungsbeispiele
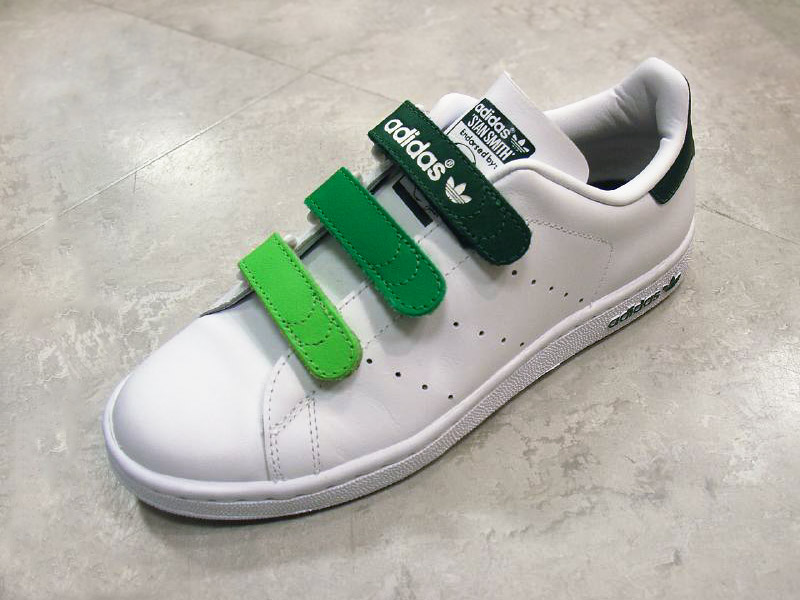
Sneaker mit Klettverschlüssen
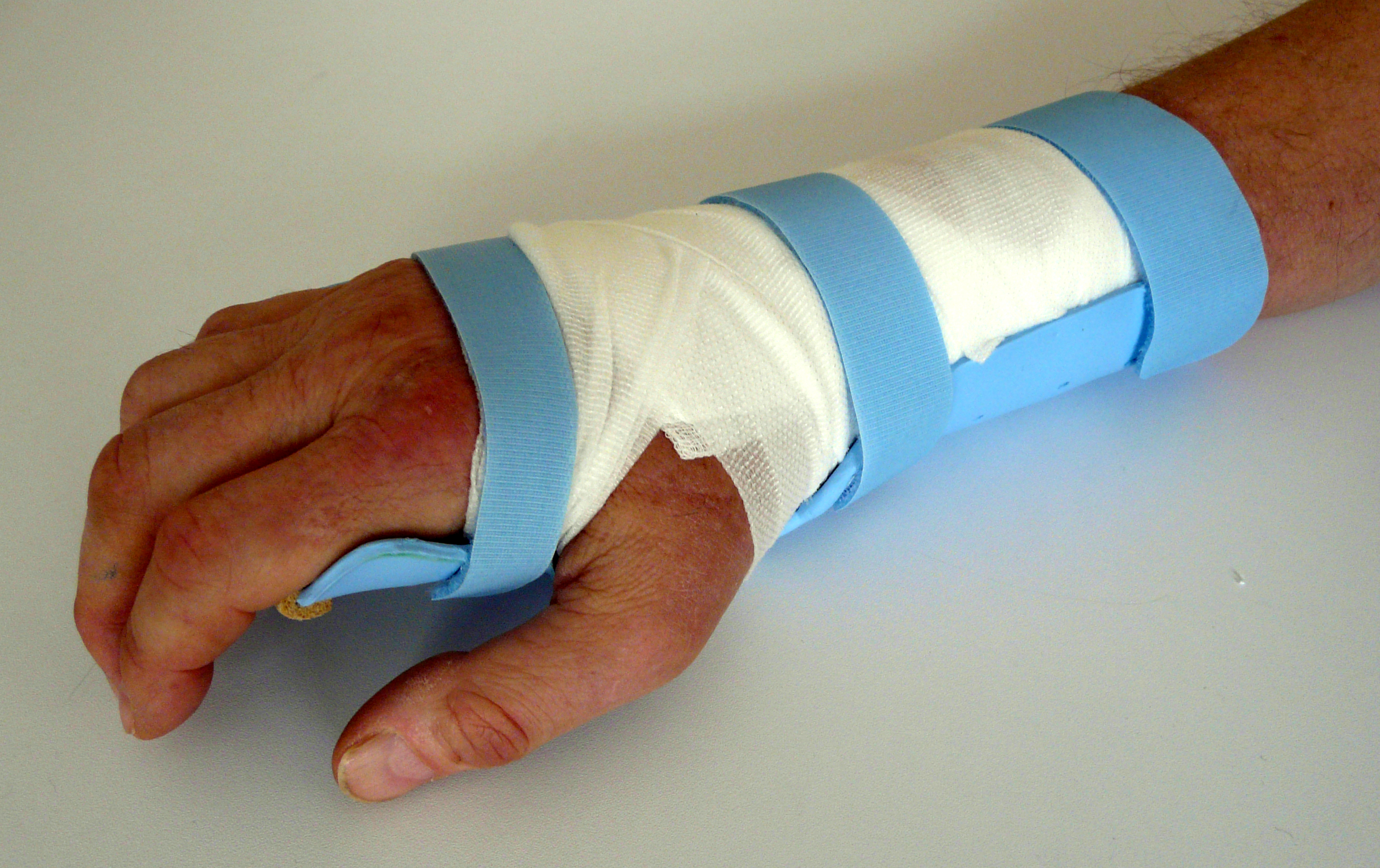
Klettverschluss an einer Armschiene
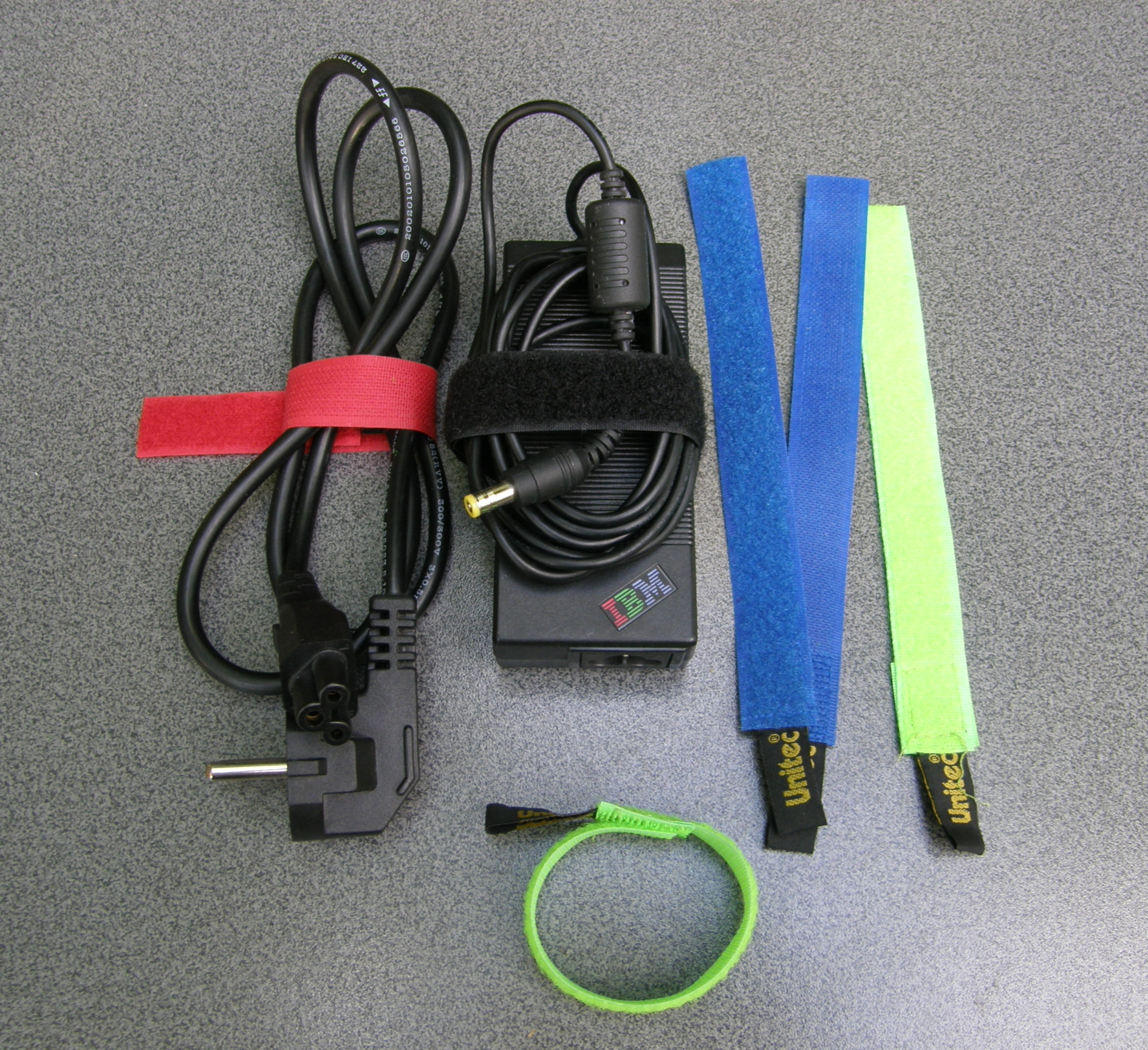
Kabelbinder mit Klettverschluss an einem Netzteil
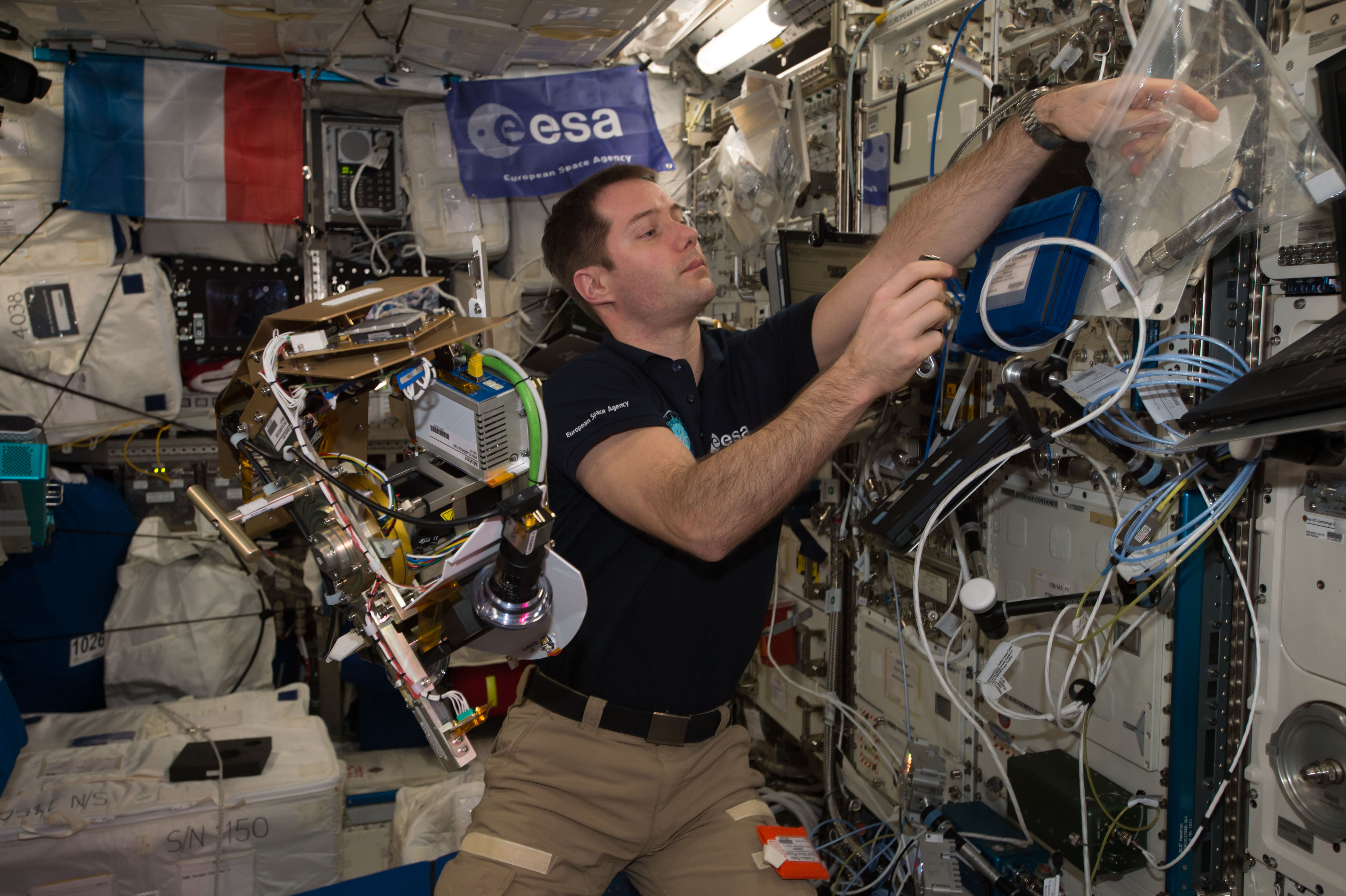
Klettbänder an einer Hose zur Befestigung von Gegenständen in der Schwerelosigkeit

## Weiterentwicklung
- Es gibt seit ca. 1986 Klettverschlüsse mit metallenen Haken und Schlingen und einem Boden aus Kevlar, die zum Einsatz in Hochtemperaturbereichen gedacht waren, aber wegen des hohen Preises nicht oft eingesetzt wurden. Nach der Apollo-Katastrophe 1967, verursacht durch einen Kabinenbrand, forderte die NASA einen absolut unbrennbaren Klettverschluss aus Glasfasern, der daraufhin hergestellt und eingesetzt wurde.
- Für Feuerwehr und Rennfahrerkleidung gibt es ebenfalls Klettverschlüsse, die komplett aus Nomex bestehen und nicht brennbar sind. Besondere Klettbänder werden auch in der Luftfahrtindustrie verwendet. Dazu nimmt man speziell imprägnierte Klettbänder, die im Brandfall selbstlöschend sind.
- Seit 2009 gibt es auch unter dem Markennamen Metaklett lösbare Verbindungen aus gestanzten, dünnen Chrom-Nickel-Blechen, welche nach dem Klettverschlussprinzip funktionieren. Diese zeichnen sich durch große Haltekräfte und hohe Beständigkeit gegen thermische und chemische Einflüsse aus.[6] Das Produkt erhielt 2009 den Stahl-Innovationspreis.

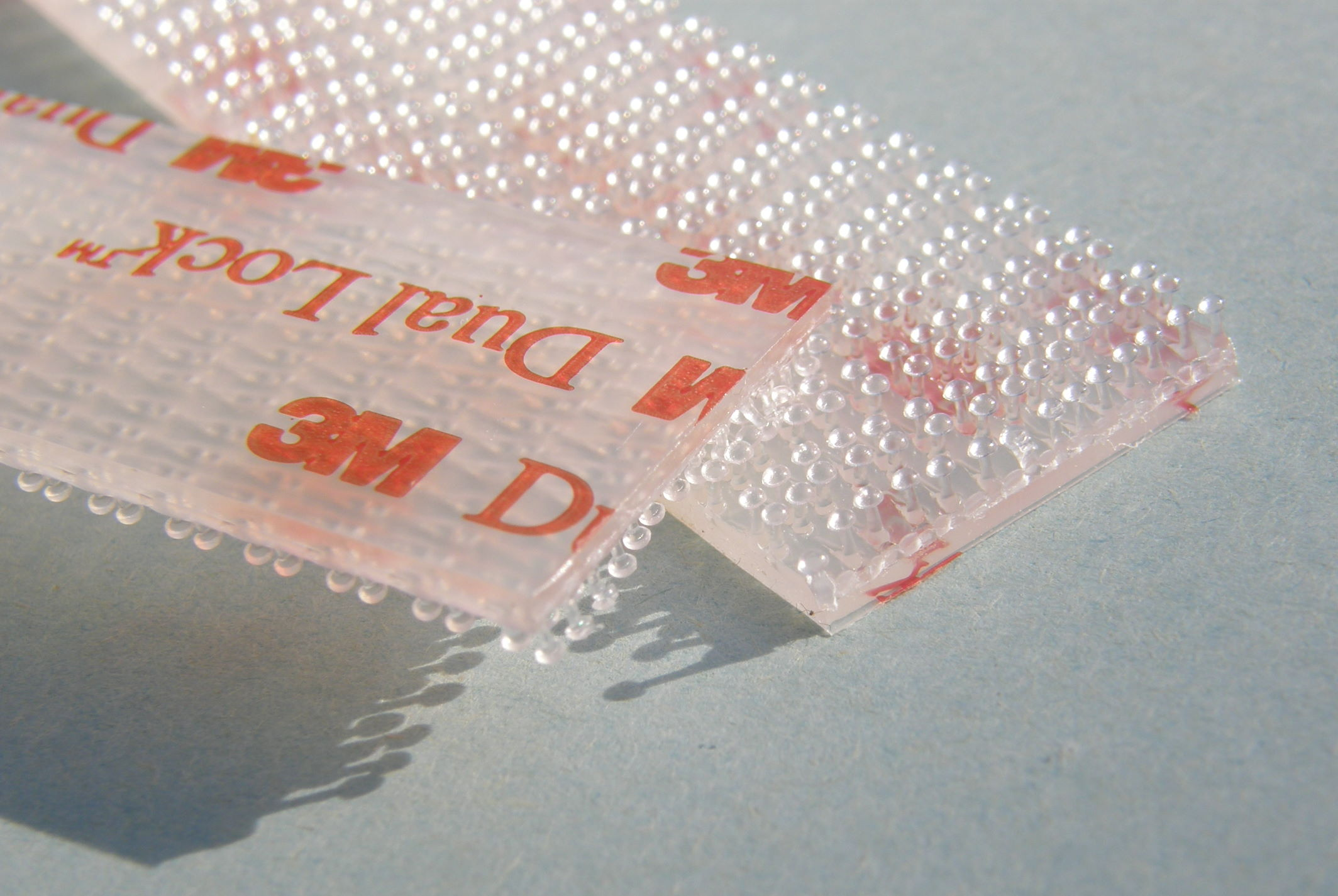
Pilzkopf-Klettverschluss
(auch gut im Schattenwurf zu erkennen)

- Die Firma 3M entwickelte einen „Pilzkopf“–Klettverschluss[7], welcher mit nur einer Komponente des Klettverschlusses funktioniert. Statt der Haken werden kleinste Halbkugelköpfe (26, 40, 62 oder 110 Noppen pro cm² auf einem kurzen Stempel) aus Polyolefinen hergestellt, diese sind wellenförmig oder parallel angeordnet und sorgen für eine optimale Haltekraft und Wiederlösbarkeit. Die Pilzköpfe gleiten übereinander, bis sie durch Druck ineinander verankert werden. Der Druckverschluss mit einer Verschlussdicke von rund 4 mm kann sowohl lotrecht auf Zug als auch auf Scherung beansprucht werden. Die Zug- und Scherfestigkeiten der Druckverschlüsse unterscheiden sich stark und sind von der Anzahl der Pilzköpfe/cm², die miteinander kombiniert werden, abhängig. Durch eine Schälbewegung wird der Verschluss geöffnet. Die dünnste Version mit einer Verbindungsdicke von 1,7 mm ist transparent und trägt bei der Firma 3M die Bezeichnung „Dual Lock SJ4570“. Für Verschlüsse von Verpackungen werden inzwischen 0,87 mm dicke Kombinationen aus einem Pilzkopf- und einem Flauschband angeboten.

Klettbänder können auf Textilien genäht oder geschweißt werden, bei steifen Flächen werden die Klettbänder auch geklebt. Dazu erhalten die Rückseiten Haftklebstoffbeschichtungen, deren Scherkräfte üblicherweise größer sind als die Scherkräfte der Klettverbindungen.

## Trivia
In der Folge Carbon Creek (2002) der Fernsehserie Enterprise heißt einer der vulkanischen Gefährten von T’Mir (der Urgroßmutter von T’Pol) Mestral. Diese Namensgebung verstand der Drehbuchautor als Würdigung des Erfinders Georges de Mestral. T'Mir verkauft am Ende der Folge den Klettverschluss, der in der Serie eine vulkanische Erfindung ist, an eine Firma, um einem jungen Mann das Studium zu finanzieren. Mestral bleibt als einziger Vulkanier auf der Erde zurück.
In seinem Nummer-eins-Hit Thrift Shop lässt Macklemore einen Bewunderer sagen: „Aw, he got the Velcros“, als er Sneaker mit Klettverschlüssen aus dem Secondhandladen trägt.
Der Klettverschluss ist eine Serendipität.